# Easter Group
L'Easter Group è il gruppo centrale dell'Houtman Abrolhos, una catena di 122 isole, e barriere coralline associate, situate nell'oceano Indiano al largo della costa dell'Australia Occidentale, nella regione del Mid West. Le isole appartengono alla Local government area della Città di Greater Geraldton.

## Geografia
L'Easter Group è formato da una serie di isole disperse in un'area di circa 20 chilometri per 12.
Le isole maggiori che formano il gruppo sono: 
- Alexander Island
- Morley Island
- Rat Island
- Suomi Island
- Wooded Island

## Storia
Il gruppo fu scoperto e nominato nell'aprile 1840 dall'equipaggio di HMS Beagle, sotto il comando di John Clements Wickham e con tenente assistente esploratore John Lort Stokes. Il diario di Stoke ne riporta la scoperta l'11 aprile e la decisione di chiamare le isole Easter (in italiano Pasqua) per la concomitanza della festa cristiana.